# قایق پرنده

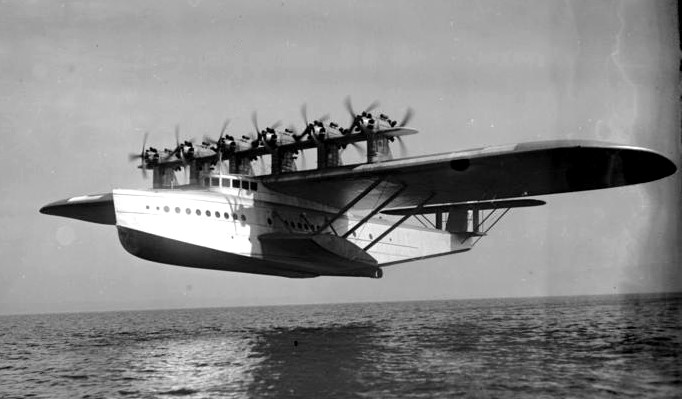
دورنیه دو اکس

قایق پرنده، (به انگلیسی: Flying boat) یک هواگرد ثابت‌بال و آب‌نشین است که دارای بدنه‌ای مخصوص فرود روی سطح آب است و ارابه فرود برای نشستن روی زمین در آن تعبیه نشده‌است. این نوع هواگرد از هواپیمای آب‌نشین دارای ارابه فرود متفاوت است، زیرا دارای شکل بدنه‌ای است که برای فراهم آوردن امکان شناور شدن هواگرد طراحی شده‌است.